# Crise búlgara (1885-1888)
A Crise da Bulgária (Българска криза) refere-se a uma série de acontecimentos nos Bálcãs entre 1885 e 1888 que impactaram no equilíbrio de poder entre as grandes potências e nos conflitos entre os austro-húngaros e russos. Foi um episódio na contínua crise balcânica visto que os povos vassalos lutavam pela independência do Império Otomano, mas conseguiram um mosaico de Estados-nações emergentes (balcanização) e de alianças instáveis que frequentemente conduziriam à guerra, e, eventualmente, para a Primeira Guerra Mundial.

## Antecedentes
A rejeição turca dos termos da Conferência de Constantinopla (1876-1877) conduziu à guerra russo-turca de 1877-1878. Esta terminou com o Tratado de San Stefano e o subsequente Tratado de Berlim em 1878, que estabeleceu um principado búlgaro independente. O tratado original assinado pela Rússia e Turquia, em San Stefano, criou uma Bulgária Maior pró-Rússia fora dos territórios otomanos derrotados. Isso parecia contrariar os compromissos secretos russos anteriores, tanto no Acordo de Reichstadt em 8 de julho de 1876 e, posteriormente, em Budapeste entre o Conde Andrassy e o embaixador russo Eugene Novikov (Convenção de Budapeste, 15 de janeiro-18 de março de 1877). Estes tratados acordaram que, na hipótese de uma guerra e uma vitória russa, não se criaria quaisquer estados eslavos extensos. A Rússia também havia trocado a neutralidade austríaca pela Bósnia e Herzegovina.

Esta ampliação da esfera de influência russa irritou os outros Estados balcânicos e alarmou as outras grandes potências que inicialmente ameaçaram uma guerra contra a Rússia e, em seguida, convocaram a Conferência de Berlim a pedido do ministro das Relações Exteriores da Áustria Gyula Andrassy para desmontar e refazer as disposições do San Stefano. O tratado, que também estabeleceu o reconhecimento internacional dos antigos territórios otomanos vizinhos da Romênia, Sérvia e Montenegro, rompeu esta "Grande Bulgária" em um principado no norte da Bulgária e dois territórios no sul sob o controle otomano: a Rumélia Oriental e a Macedônia. A Bósnia e Herzegovina foi transferida para a Áustria-Hungria. Infelizmente, o Tratado pouco resolveu. Satisfez a Grã-Bretanha e a Áustria-Hungria, mas unicamente em detrimento da Rússia e dos povos dos Estados balcânicos, produzindo novas crises inevitáveis.
Por conseguinte, o futuro das terras balcânicas foi então visto como uma questão da vontade das grandes potências europeias. Estes eventos impactaram significativamente nas relações dinásticas entre a Alemanha e a Rússia. Consequentemente, para contrabalançar a influência russa e a expansão pan-eslava percebida nos Bálcãs, a Alemanha e a Áustria-Hungria concluíram uma Aliança Dual (Zweibund) em 1879.

## Unificação búlgara e Guerra servo-búlgara

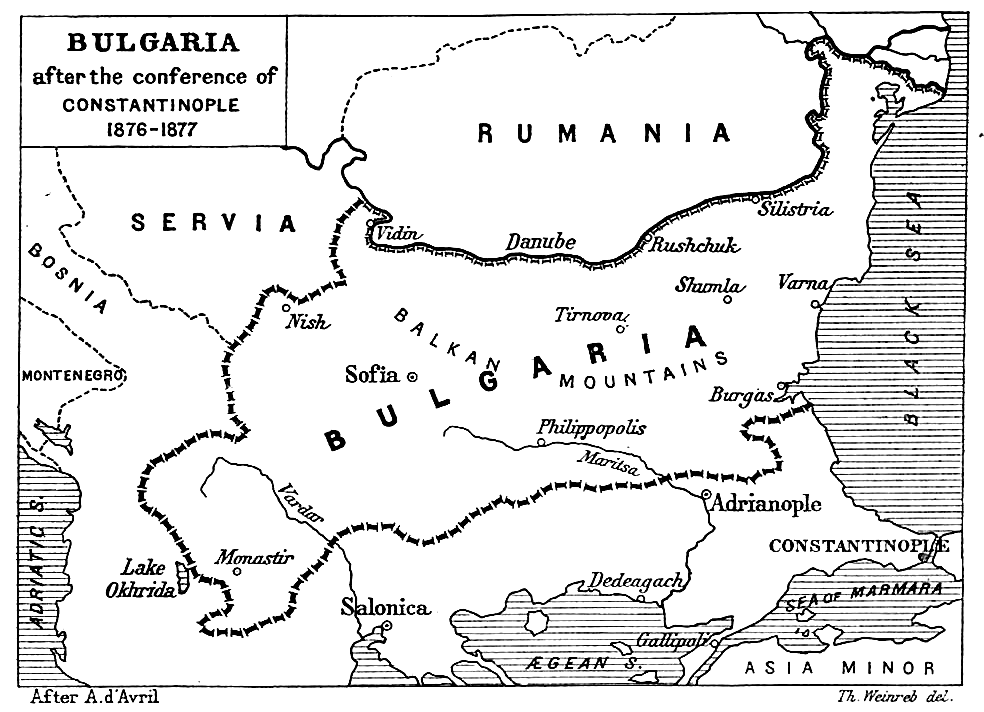
Bulgária após a Conferência de Constantinopla, 1877

Bulgária após os tratados de San Stefano e Berlim, 1878

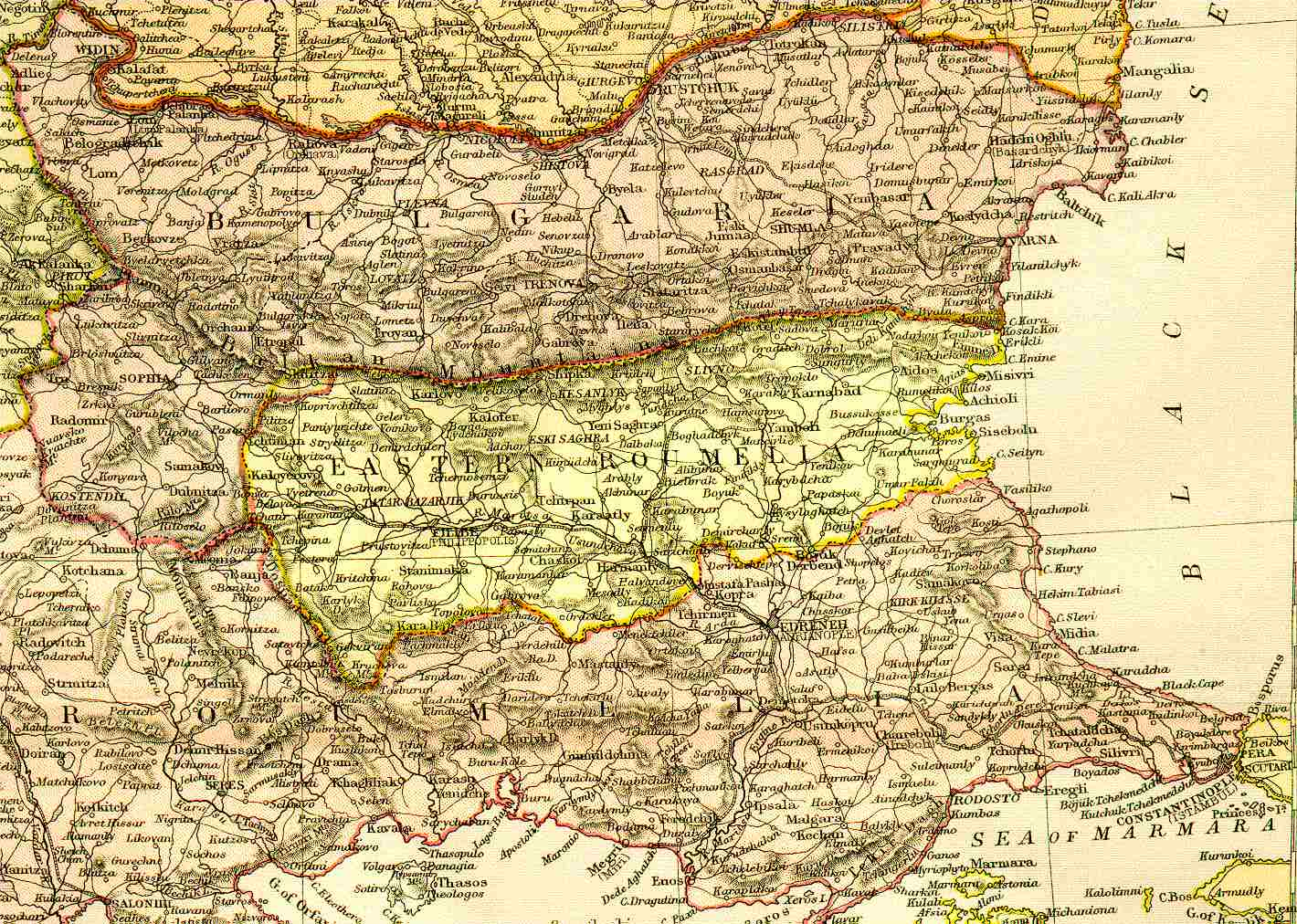
Bulgária e Rumélia, 1882

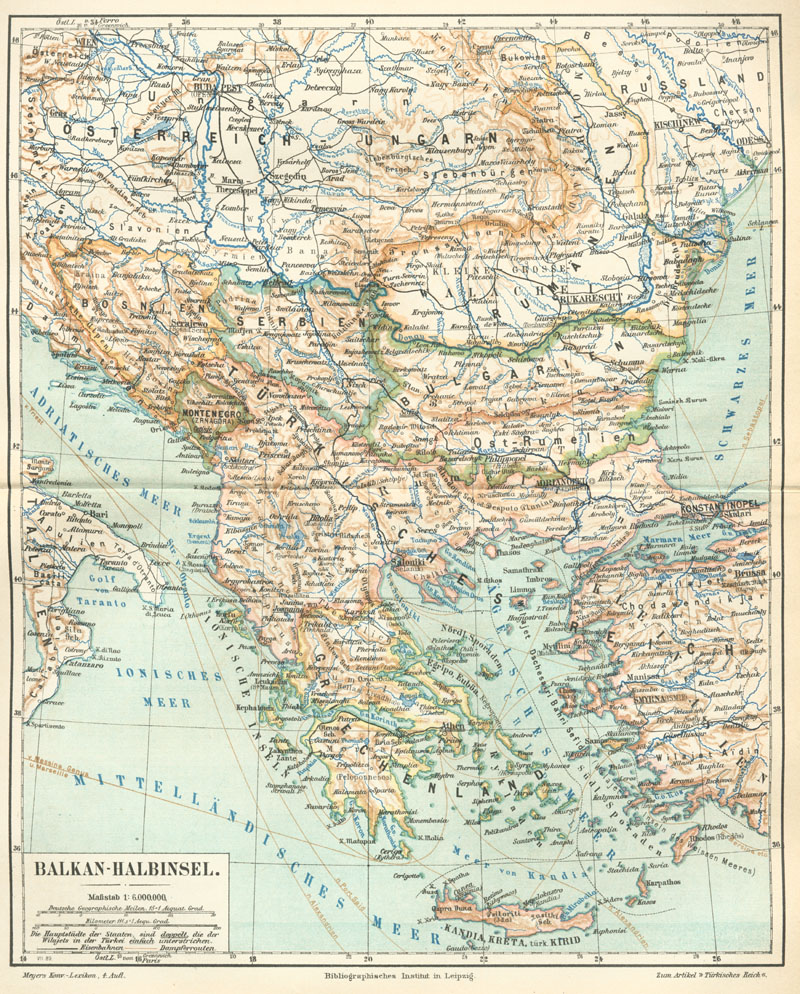
Bulgária pós-unificação, 1888

Em 18 de setembro de 1885, uma rebelião e um golpe de Estado na província otomana da Rumélia Oriental, apoiado pelos búlgaros, viu aquele povo proclamar a união com o novo (1878) Estado da Bulgária, em violação do Tratado de 1878 em Berlim. A união causou consternação entre as grandes potências europeias, uma vez que alterou o equilíbrio de poder na instável região dos Bálcãs, e ameaçou uma retaliação otomana e intervenção russa em nome da Bulgária. No entanto a tensão entre Alexandre III, o czar da Rússia, e o Knyaz (Príncipe) nascido alemão, Alexandre I da Bulgária, levou os russos a permanecerem à margem, retirando as suas tropas da Bulgária e defendendo uma conferência em Constantinopla. Enquanto que as outras grandes potências em geral apoiaram a posição inesperada da Rússia, as potências balcânicas não. Tanto a Grécia como a Sérvia se sentiram ameaçadas pelo aumento do poder búlgaro e declararam guerra à Bulgária.
A Sérvia tinha assinado um tratado secreto com a Áustria-Hungria em 1881, e sentindo que a Áustria iria apoiá-la, fez exigências territoriais em sua fronteira ocidental com a Bulgária; mas sendo estas rejeitadas, declarou guerra em 14 de novembro. No entanto, a 28 de novembro, a Sérvia fora derrotada pela Bulgária. Além disso, a humilhação da Sérvia só foi evitada pela intervenção austríaca. Posteriormente, houve um golpe de Estado contra Alexandre I em 1886, que foi substituído pelo austrófilo (que era sobrinho do imperador austríaco e um oficial do exército austríaco) Fernando I de Saxe-Coburg-Gotha-Koháry (1887 - 1918).

## Efeitos sobre as Grandes Potências
Os acontecimentos nos Bálcãs foram de uma maneira eventos proxy para os seus apoiantes, Rússia e Áustria-Hungria, efetivamente dissolvendo a frágil aliança entre a Alemanha, a Áustria e a Rússia conhecida como Liga dos Três Imperadores (Dreikaiserabkommen) de 1873 a 1878, que havia sido restaurada em 18 de junho de 1881. A liga previa ajuda mútua em caso de um ataque a um membro e neutralidade benigna, no caso de um deles estar envolvido em conflitos fora da liga. As condições também previam consulta sobre quaisquer operações propostas nos Bálcãs. Isso ofereceu a Alemanha neutralidade russa no caso de uma nova guerra com a França, e a Rússia, a neutralidade da Alemanha e da Áustria, em caso de guerra com a Grã-Bretanha ou a Turquia. O protocolo era secreto, e foi renovado em 1884. Este declarava, inter alia:
„4. Die drei Mächte werden sich der etwaigen Vereinigung Bulgariens und Ostrumeliens in den Gebietsgrenzen, die durch den Berliner Vertrag angewiesen sind, nicht widersetzen, wenn diese Frage sich durch die Macht der Dinge erheben sollte.“

(4. As três potências não irão se opor à eventual unificação da Bulgária e da Rumélia Oriental dentro dos limites estabelecidos pelo Tratado de Berlim, deverá tal eventualidade ocorrer por força das circunstâncias)
Quando isso finalmente aconteceu, a situação ficou mais complicada. O Príncipe Alexandre de Battenberg havia sido eleito em 1879 como o príncipe da Bulgária, a pedido do czar russo, seu tio, Alexandre II. O príncipe Alexandre viu-se obrigado a apoiar o movimento nacionalista para a reunificação apesar das recomendações dos ministros e conselheiros russos, mas com o aparente apoio do primeiro-ministro britânico, Gladstone, um oponente da posição da Rússia. A Rússia, em seguida, retirou seus ministros e conselheiros da Bulgária.
Outra complicação foi o papel do Rei Milan da Sérvia, aliada da Áustria, outro adversário da Rússia nos Bálcãs. O rei solicitou uma compensação territorial da Bulgária. Como não a recebeu, declarou guerra em 1885. Derrotada, a Sérvia viu tropas búlgaras atingir Belgrado antes que a Áustria interviesse. O subsequente Tratado de Bucareste de março de 1886 restaurou essencialmente o status quo.
As grandes potências e a Sublime Porta finalmente aceitaram a Unificação da Bulgária através do Acordo de Tophane em 1886. A Rússia, porém, não ficou satisfeita e o czar russo, Alexandre III, se recusou a reconhecer o príncipe Alexandre como governante da nova Bulgária ampliada. Posteriormente um golpe de Estado apoiado pelos russos, envolvendo um grupo de oficiais pró-Rússia, forçou o príncipe Alexandre a abdicar em 9 de agosto de 1886. Ele foi então exilado na Rússia. Quando, em um contragolpe, o príncipe Alexandre I retornou ao trono da Bulgária, a Rússia rompeu as relações diplomáticas com a Bulgária.
As grandes potências, que estavam em um receio constante de guerra entre elas, continuaram com uma série de acordos e alianças complexas, muitas das quais eram secretas, visto que impedia as ações umas das outras, em grande parte, a mando de Bismark. Estas incluíram a Tríplice Aliança, que substituiu a Aliança Dupla em 1882, incluindo a Itália, dois Acordos Mediterrânicos (Mittelmeerentente) em 1887 e o Tratado de Resseguro (1888). Finalmente, a publicação das disposições do Tratado de 1879 persuadiu a Rússia de que outras ações não estavam em seus interesses e retirou o envolvimento na Bulgária, e o temor da guerra dissipou. A estratégia de Bismark, embora arcana, foi geralmente bem sucedida em evitar a guerra durante seu mandato (1871-1890). Infelizmente estas disposições que estavam fortemente dependentes de Bismark, não conseguiu fornecer soluções de longo prazo.